# Vulkanivka, Lenine
Vulkanivka (în ucraineană Вулканівка) este un sat în comuna Kirove din raionul Lenine, Republica Autonomă Crimeea, Ucraina.

## Demografie
Componența lingvistică a localității Vulkanivka
     Rusă (55,22%)
     Tătară crimeeană (36,09%)
     Ucraineană (4,35%)
     Alte limbi (0,43%)
Conform recensământului din 2001, majoritatea populației localității Vulkanivka era vorbitoare de rusă (55,22%), existând în minoritate și vorbitori de tătară crimeeană (36,09%) și ucraineană (4,35%).